# اللغة الدلماتية
لغة دلماتية أو دلماطية، هي لغةٌ منقرضة، كانت إحدى اللغات الرومانسية المحكية في إقليم دلماتيا الواقع في كرواتيا، والذي يصل امتداده جنوباً حتى كوتور في الجبل الأسود. يشير الاسم إلى قبيلةٍ يعود وجودها إلى ما قبل الحقبة الرومانية، تنتمي إلى الجماعة اللغوية الإليرية وتسمى دلماتاي "Dalmatae". كانت اللهجة الراغوسية من اللغة الدلماتية تمثل اللغة الرسمية لجمهورية راغوسا، إلا أن اللغة الفينيسية (نسبة إلى فينيسيا أو البندقية) ومن بعدها اللغة الصربية الكرواتية قد حلّا محلها لاحقاً.
عاش الناطقون بالدلماتية في المدن الواقعة على ساحل البحر الأدرياتيكي كمدينة زادار (Jadera)، وتروجير (Tragur)، وسبالاتو (سبليت)، وراغوسا (دوبروفنيك)، وكوتور (Cattaro)، وقد كان لكل مدينةٍ لهجتها الخاصة.